# Gaëlle Macé
Pour les articles homonymes, voir Macé.
Gaëlle Macé est une scénariste française.

## Biographie
Après avoir suivi une formation en sciences politiques et préparé un doctorat sur la photographie de presse, Gaëlle Macé « se forme au cinéma par deux biais. D'une part en tant qu'assistante d'Yvonne Baby, dépositaire du fonds de Georges Sadoul, qu’elle assiste pour l’édition 1994 du Prix Georges et Ruta Sadoul. Et d'autre part, en rassemblant la documentation nécessaire à la préparation d'Un héros très discret réalisé par Jacques Audiard puis pour Rien à faire de Marion Vernoux pour lequel elle collabore ensuite à l’écriture du scénario. À partir de 1997, elle devient lectrice de scénarios pour différentes productions et chaînes de télévision et commence à collaborer à l'écriture de scénarios pour le cinéma ou pour la télévision . »
Elle est membre du collectif 50/50 qui a pour but de promouvoir l’égalité des femmes et des hommes et la diversité dans le cinéma et l’audiovisuel,.

## Filmographie

### Cinéma
- 1999 : Rien à faire (de Marion Vernoux)
- 2009 : Partir (collaboratrice de Catherine Corsini)
- 2010 : Belle Épine (coscénariste avec la réalisatrice Rebecca Zlotowski)
- 2010 : Notre étrangère (coscénariste avec la réalisatrice Sarah Bouyain)
- 2010 : Pauline et François (scénario et dialogues avec le réalisateur Renaud Fély)
- 2010 : Les Mains libres, réalisé par Brigitte Sy
- 2011 : Le Secret de l'enfant fourmi (coscénariste avec la réalisatrice Christine François, Sophie Fillières et Maurice Rabinowicz)
- 2012 : Alyah (coscénariste avec le réalisateur Elie Wajeman)
- 2013 : Grand Central (coscénariste avec la réalisatrice Rebecca Zlotowski)
- 2014 : Terre battue (collaboration à l'écriture du scénario avec le réalisateur Stéphane Demoustier)
- 2014 : Elle l'adore (collaboration à l'écriture du scénario avec la réalisatrice Jeanne Herry)
- 2014 : Les Nuits d'été (coscénariste avec Mario Fanfani)
- 2015 : Les Anarchistes (coscénariste avec Elie Wajeman)
- 2021 : Memory Box (coscénariste avec Joana Hadjithomas et Khalil Joreige)
- 2022 : Les Engagés d'Émilie Frèche

### Télévision
- 2009 : Un viol (téléfilm)
- 2016 : La Bête curieuse (téléfilm) de Laurent Perreau (coscénariste)

## Distinctions
- Festival de Cannes 2004 : Grand prix de la semaine de la critique et Prix SACD du scénario (avec Éléonore Faucher) pour Brodeuses
- Festival de Deauville 2004 : Prix Michel-d'Ornano du meilleur scénario français pour Brodeuses